# Cyperus foliaceus
Cyperus foliaceus är en halvgräsart som beskrevs av Charles Baron Clarke. Cyperus foliaceus ingår i släktet papyrusar, och familjen halvgräs. Inga underarter finns listade i Catalogue of Life.